# カルディオドン
カルディオドン（Cardiodon　"ハートの歯"の意味（歯の形にちなんで））は竜脚類の属であり、イングランド、ウィルトシャーのフォレストマーブル累層（en）のジュラ紀中期バーレム期の地層から発見された歯に基づいている。歴史的にはとてもあいまいな属であり、しばしばケティオサウルスであるとされることもあったが、最近の研究では独自の属であり、トゥリアサウルスに近縁である可能性があるとされている。

## 研究史と分類
リチャード・オーウェンはブラッドフォード・オン・エイボン近郊で発見した一つの歯（現在は失われてしまっている）に対して命名したが、その時点では種小名を命名せず、数年後に種小名を命名した。 数十年内に、オーウェンは考えを変え、この属名が自身が命名し、よく知られた竜脚類の属であるケティオサウルスのシノニムの可能性があると考えるようになった。1890年、リチャード・ライデッカー（en）はこの考えを間接的な方法で公式化した。オックスフォードシャーで発見された歯に基づくカルディオドンとCetiosaurus oxoniensisの骨格を関連付けてこれをC. oxoniensisのものとした。さらにグロスタシャー、サイレンセスター近郊のグレートオーライト（en）で発見された第2の歯の化石(BMNH R1527)をこれに加えた。さらに一般的にカルディオドンはケティオサウルス属とみなされるようになるが、種としては分離されることもあった。
2003年、ポール・アップチャーチおよびジョン・マーティンはケティオサウルスを見直し、C. oxoniensisの歯と骨格を同じ種とする証拠はほとんどなく、"C. oxoniensis"の歯とカルディオドンの歯は異なっている（カルディオドンの歯は舌に面する側に凸である）ことを発見した。つまりカルディオドンが独自の属であることを支持した。Upchurch et al. (2004)ではこの評価を改めて主張し、さらに固有派生形質は見つからなかったものの、これらは真竜脚類であるとした 。さらに近年、Royo-Torres et al. (2006)でのトゥリアサウルスの記載において、カルディオドンがこの大型竜脚類と近縁である可能性が指摘された。

## 生態環境
カルディオドンは竜脚類であり、大型で四足歩行の草食動物であったが、化石資料が乏しくこれ以上詳しいことは分かっていない。

## 参照
1. ↑  Owen, R. (1841). Odontography, Part II. Hippolyte Baillière. 655 p.
2. ↑  Owen, R. (1844). Odontography, Part III. Hippolyte Baillière. 655 p.
3. ↑  Phillips, J. (1871). Geology of Oxford and the Valley of the Thames. Clarendon Press:Oxford, 529 p.
4. ↑  Owen, R. (1875). Monographs of the fossil Reptilia of the Mesozoic formations (part III) (genera Bothriospondylus, Cetiosaurus, Omosaurus). Palaeontographical Society Monographs 29:15-93.
5. 1 2  Lydekker, R. (1890). Suborder Sauropoda. In: Lydekker, R. (ed.). Catalogue of the Fossil Reptile and Amphibia of the British Museum (Natural History). Part 1. Taylor and Francis:London, p. 131-152.
6. ↑  Steel, R. (1970). Part 14. Saurischia. Handbuch der Paläoherpetologie/Encyclopedia of Paleoherpetology. Part 14. Gustav Fischer Verlag:Stuttgart, p. 1-87.
7. ↑  Upchurch, P.M., and Martin, J. (2003). The anatomy and taxonomy of Cetiosaurus (Saurischia, Sauropoda) from the Middle Jurassic of England. Journal of Vertebrate Paleontology 23(1):208-231.
8. 1 2  Upchurch, P.M., Barrett, P.M., and Dodson, P. (2004). Sauropoda. In: Weishampel, D.B., Dodson, P., and Osmólska, H. (eds.). The Dinosauria (2nd edition). University of California Press:Berkeley, p. 259-322. ISBN 0-520-24209-2
9. ↑  Royo-Torres, R., Cobos, A., and Alcalá, L. (2006). A giant European dinosaur and a new sauropod clade. Science 314:1925-1927.